# 西太平洋銀行體育場
西太平洋銀行體育場(非商業名稱：威靈頓地區體育場)是紐西蘭威靈頓的主要體育場。體育場在1999年由Fletcher Construction興建。

## 外部連結
- 官方網站 （页面存档备份，存于）